# اتفاقية لندن (1906)
اتفاقية لندن الموقعة في 13 ديسمبر 1906، وجرى التوقيع عليها بين كل من بريطانيا وفرنسا وإيطاليا. حيث ينص البند الرابع منها على أن تعمل هذه الدول معا على تأمين دخول مياه النيل الأزرق والأبيض وروافدهما، وتتعهد بعدم إجراء أية إشغالات عليهما من شأنها أن تنقص من كمية المياه المتجهة نحو النيل الرئيسي.